# 枝形吊燈

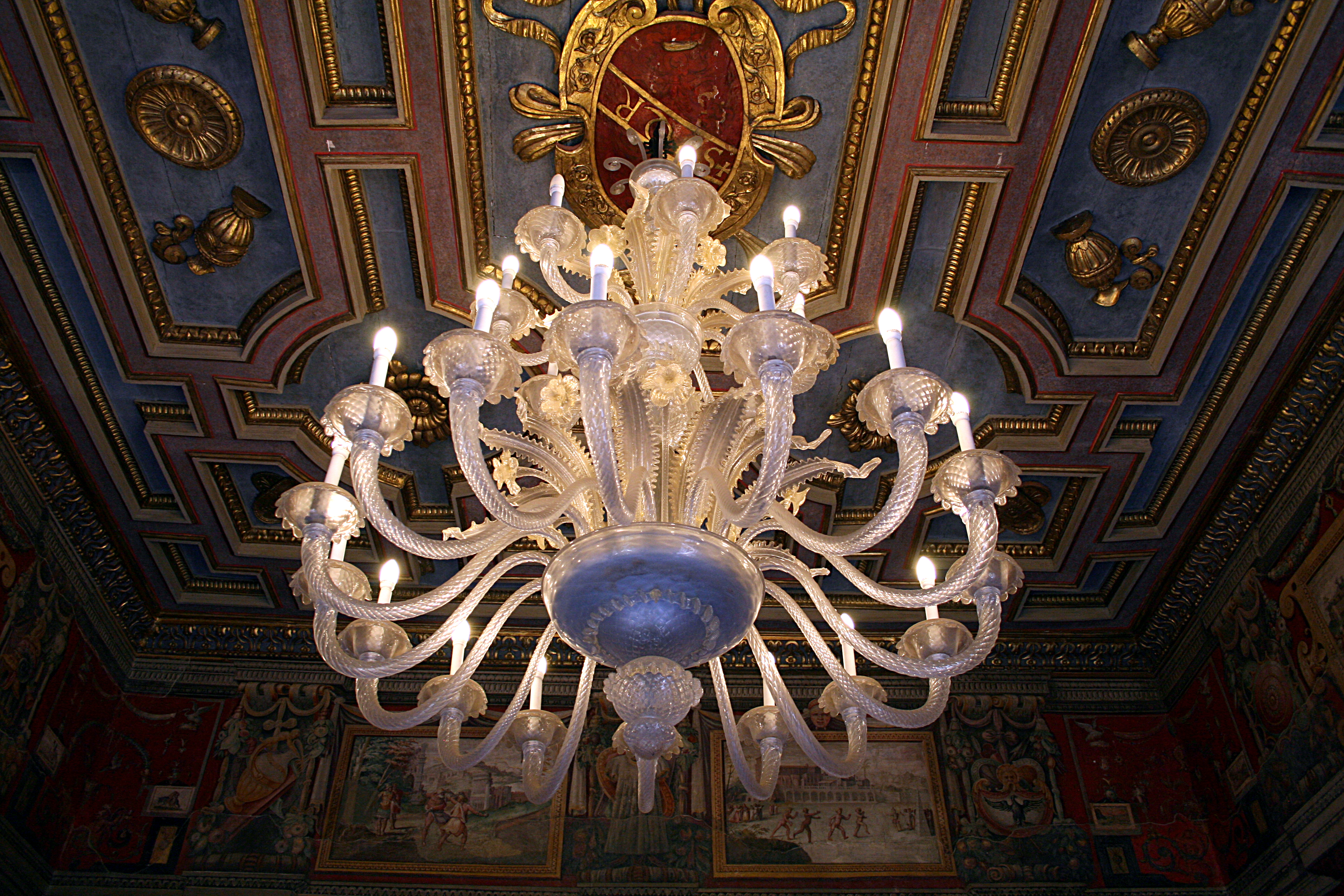
水晶吊灯 - 卡比托利欧博物馆 (羅馬).

枝形吊灯（英語：chandelier (/ˌʃændəˈlɪər/）是一種吊於天花板的裝飾燈具，具有兩個或以上支持光源的燈臂。枝形吊灯通常华丽，有几十个灯和复杂的玻璃或水晶阵列，通过折射光来照亮房间。
古典枝形吊燈有悬挂式水晶棱镜的阵列，以用折射光照亮房间，而当代枝形吊燈则采用不包含棱镜的更简约的设计，并用灯的直射光照亮房间，有时还配有覆盖每个灯的半透明玻璃。
枝形吊灯与普通吊灯不同，吊灯通常由多个灯组成，并悬挂在分支框架中，而吊灯则悬挂在单根电线上，仅包含一盏或两盏装饰元素较少的灯。 由于它们的尺寸，它们通常安装在走廊，客厅，楼梯，休息室和餐厅中。 但是，还存在微型吊灯，可以将其安装在较小的空间，例如卧室或小型居住空间中。
枝形吊灯是由烛台演变而来的，於中世纪时期发明。最初吊灯是使用蜡烛作为光源，直到18世纪煤气灯的发明，並后来再被电灯取代。

## 历史
最早的枝型吊灯开始于中世纪的贵族，采用蜡烛照明。它们通常采用一个木制十字架，尖端可以放蜡烛，整个装置可以通过一根绳子或钩子挂到一个合适的高度。
15世纪开始后，更多的负责的设计开始应用，环形或者皇冠形更为流行，在宫殿、贵族、僧侣和商人阶层使用。夜间照明费用昂贵，是枝型吊灯成为富裕阶层的象征。18世纪初期，许多商人阶级的家里的枝型吊灯有很多弯曲的灯臂和蜡烛。新古典主义图案成为一个越来越常见的元素，大多用金属铸造，也有采用雕刻和镀金的木头。18世纪玻璃制作技术的发展使硬水晶的价格下降。这个高度折射光线的玻璃特性，使水晶吊灯迅速成为一种流行的形式。
19世纪，煤气灯成为一种流行的照明光源，吸顶吊灯产生。19世纪中叶，煤气枝型吊灯出现，大量蜡烛吊灯改装成煤气吊灯。1890年，电灯照明出现，枝型吊灯也随之采用电照明。随着电的普及，供应可靠，电力吊灯成为标准。